# Herman Boerhaave
Herman Boerhaave (n. 31 decembrie 1668, Voorhout⁠(d), Teylingen, Olanda de Sud, Țările de Jos – d. 23 septembrie 1738, Leiden, Comitatul Olanda, Provinciile Unite) a fost medic, botanist și umanist neerlandez. Este considerat ca fiind fondatorul învățământului medical clinic.

## Biografie
S-a născut la Voorhaut lângă Leiden. A urmat studiile universitare la Universitatea din Leiden, iar în 1689 a obținut doctoratul în filozofie cu dizertația De distinctione mentis a corpore („Asupra diferenței dintre corp și minte”).
A studiat apoi medicina, pe care a absolvit-o în 1693. În 1701 a fost numit lector la Universitatea de Medicină din Leiden. În 1709 deveni profesor de botanică și medicină, iar în 1714 rector al aceleiași Universități.

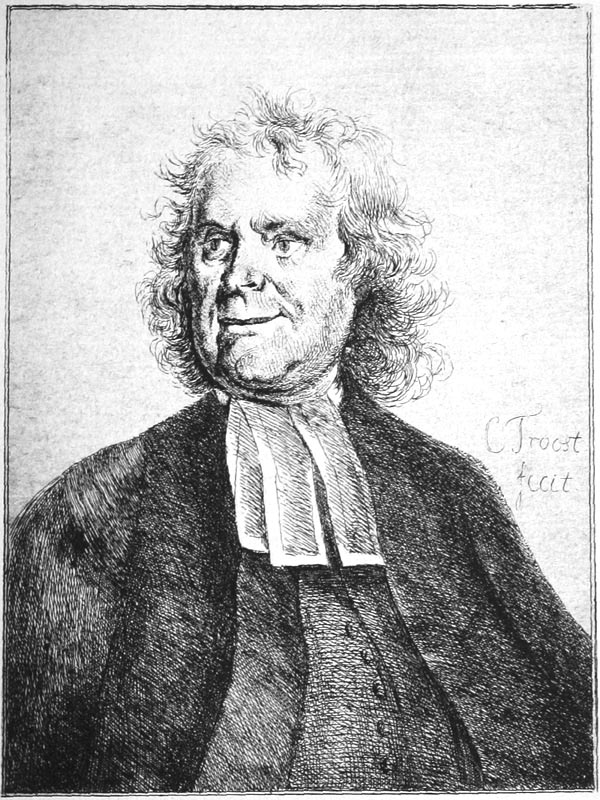

Aphorismi de cognoscendis et curandis morbis, 1728